# Іоанна Хмелевська
Іоанна Хмелевська (пол. Joanna Chmielewska, при народженні Ірена Барбара Іоанна Беккер, пол. Irena Barbara Joanna Becker, у шлюбі — Кун, пол. Kuhn; 2 квітня 1932, Варшава — 7 жовтня 2013, там само) — польська письменниця, автор іронічних детективів, одна із засновниць цього жанру, єдина жінка-письменниця, яка зазнала європейського успіху в цьому жанрі.

## Життєпис
Народилася 2 квітня 1932 року у Варшаві в родині директора банку Яна Беккера (1906—1983) і Яніни Конопацької (1909—1993). Вихованням майбутньої письменниці займалися здебільшого жінки — бабуся та дві тітки, Тереса і Люцина. Остання мала особливий вплив на формування світогляду майбутньої письменниці — Люцина працювала журналісткою.
1939 року, коли Польщу окупував Третій Рейх, Хмелевська була змушена покинути навчання у школі. Шкільну програму спочатку засвоювала разом із тіткою Люциною, а 1943 року її віддали до інтернату при монастирі Воскресіння Господнього у Варшаві. Після закінчення гімназії, вже у повоєнній Польщі, Хмелевська вступила на архітектурний факультет Варшавської політехніки, який закінчила зі спеціальністю інженер-архітектор. Працювала в тому числі у Незалежній архітектурно-будівельній майстерні «Блок» та Проєктному бюро «Столиця» (теми, пов'язані з цим періодом, пізніше з'являться у її романах).
1958 року почала публікуватися у журналі «Kultura i Życie», пізніше також писала для журналу «Kulturze i Sztuce» — на теми, пов'язані з дизайном інтер'єру. У 1960-х роках вирішила полишити основну професію (за власним зізнанням, вона ніколи не вважала себе видатним архітектором, — якось у Франції побачила маленьку каплицю в Орлі і зрозуміла, що їй такого ніколи не створити) і заробляти письменницькою працею. Перший її роман «Клин клином» був виданий 1964 року. Всього в «арсеналі» Хмелевської понад 60 книг. Здебільшого це романи у жанрі іронічного детекиву, також публіцистичні твори і «Автобіографія» в семи частинах.
Хмелевська — володарка численних літературних премій, зокрема Премії Голови Ради Міністрів за творчість для дітей та юнацтва (1989), дворазовий лауреат премії «АО ЕМПіК» — найбільшої у Польщі мережі продажу медіа-носіїв (2000, 2001). 2006 року удостоєна Почесної премії Великого Калібру за видатні досягнення у детективному жанрі.
3 травня 2004 року нагороджена Офіцерським хрестом Ордена Відродження Польщі.
Іоанна Хмелевська померла 7 жовтня 2013 року у Варшаві в 81-річному віці. Похована на Повонзківському цвинтарі.

## Особисте життя
У 18-річному віці Хмелевська вступила у шлюб зі старшим за неї на три роки Станіславом Яном Куном (нар. 1929). У пари народилися двоє синів — Єжи (нар. 1951) і Роберт (нар. 1956). Пізніше пара розлучилася. Це був єдиний офіційний шлюб письменниці.
Єжи навчався в університеті радіо та електроніки у Варшаві, після чого працював у Алжирі. Повернувшись до Польщі, займався вирощуванням печериць (мати із задоволенням допомагала йому у цій справі). Двічі одружений, має доньку Кароліну.
Роберт також працював у Алжирі, також двічі одружений, проживає у Канаді. Має доньку Моніку, спеціаліста в галузі ІТ, яка вийшла заміж за однокурсника і проживає в Торонто. Часто гостювала у бабусі Іоанни та подорожувала  з нею Європою.
Хмелевська любила відпочивати у Франції — здебільшого у водолікарнях на узбережжі Бретані. Також відома її пристрасть до гри у карти, — вона сама жартувала, що навчилася грати у карти раніше, ніж розмовляти. Серед інших її захоплень — кінні перегони, бридж, колекціонування марок та бурштину, ворожіння на картах, виготовлення композицій з сухих трав. Письменниця також уміла стріляти, вишивати, вправно кермувала та любила котів.

## Екранізації
- 1966 — Ліки від кохання (пол. Lekarstwo na milosc), польський чорно-білий фільм за романом «Клин клином». У ролі Іоанни — Каліна Єндрусік.
- 1979 — Вкрадена колекція (пол. Skradziona kokekcja), польський фільм за романом «Клята спадщина». У ролі Іоанни — Ізабелла Дзярська.
- 1999 — Що сказав небіжчик (рос. Что сказал покойник), російський телесеріал за однойменним романом. У ролі Іоанни — Марта Клубович, у ролі Аліції — Ева Шикульська, а також — Олег Табаков, Олег Басілашвілі, Олексій Булдаков та інші.
- 2003 — Пан або пропав (рос. Пан или пропал), російський телесеріал за романом «Усе червоне». У ролі Іоанни — Олена Сафонова, у ролі Аліції — Лариса Удовіченко, а також — Віталій Соломін, Тетяна Кравченко, Марина Могилевська, Аліка Смєхова та інші.